# Крамм, Армгард фон
Армгард Кунигунда Альхарда Анжела Ода фон Крамм (нем. Armgard Kunigunde Alharda Angela Oda von Cramm); 18 декабря 1883, Бад-Дрибург, королевство Пруссия — 27 апреля 1971, Дейпинхейм, Нидерланды) — принцесса Липпе-Бистерфельдская, мать Бернарда, супруга нидерландской королевы Юлианы, бабушка королевы Беатрикс.

## Биография
Армгард Кунигунда Альхарда Анжела Ода фон Крамм родилась 18 декабря 1883 года в семье барона Эшвина Сирстропфф-Крамма (1846—1909) и его супруги Гедвиги, баронессы Сирстропфф-Дрибург (1848—1900).
24 октября 1905 года Армгард вышла замуж за графа Бото фон Эйнхауэра (1881—1909), немецкого офицера, сына графа Эрика фон Эйнхайэра и Терезы фон Лензе. В 1908 году они развелись, в браке детей не было.
4 марта 1909 года вышла замуж во второй раз за принца Бернарда Липпе-Бистерфельдского (1872—1934). Свадьба состоялась в Брауншвейге. Бернард — сын Эрнста II Липпе-Бистерфельдского и его супруги Каролины фон Вертенслебен. Брак считался морганатическим, а Армгард был дан скромный титул «графини Липпе-Бистерфельдской».
В браке родилось двое сыновей:
- Бернард (1911—2004) — супруг нидерландской королевы Юлианы, отец королевы Беатрикс и дед ныне царствующего короля Виллема-Александра, всего имел четырёх дочерей;
- Эшвин (1914—1988) — был женат на Симоне Арно, детей не имел.

24 октября 1916 года Армгард был присвоен титул «Её Светлость принцесса Липпе-Бистерфельдская». Леопольдом IV Липпе был присвоен титул и сыновьям четы.

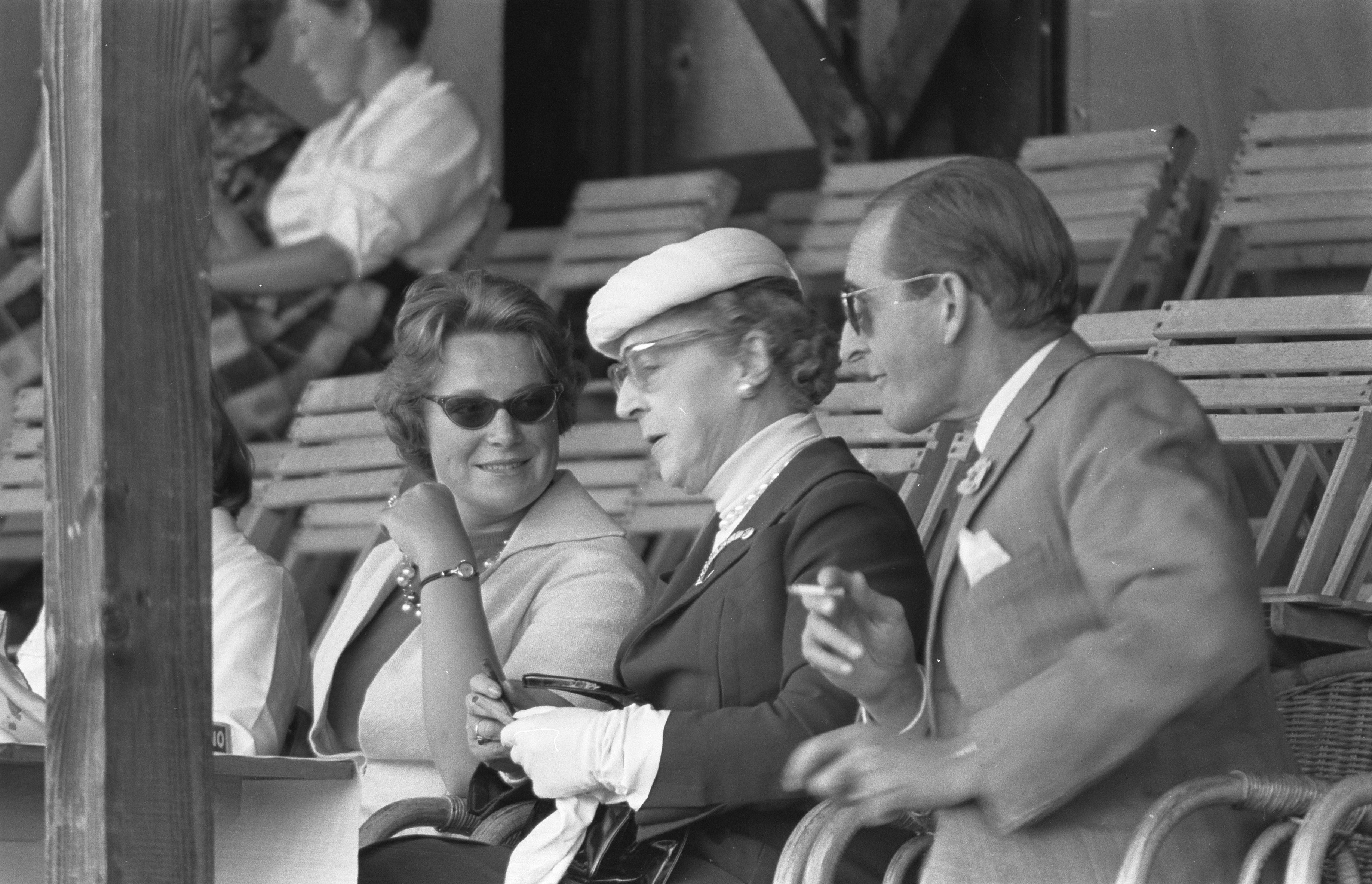
Принцесса Армгард вместе с внучкой принцессой Иреной в 1959 году

В 1934 году её супруг умер и Армгард переехала в поместье Рекенфальд в провинции Бранденбург, где жила со своим партнером Алексеем Панчулидзевым — голландским дворянином, жившим до революции в России. Он был наставником её сына Бернарда. В 1937 году Армгард сопровождала сына на свадьбу с принцессой Юлианой Нидерландской.
С 1952 года она и Алексей переехали в голландский город Дейпинхейм. В 1964 году в её доме собрались королева Юлиана, её сын Бернард и внучки, принцессы Беатрикс, Маргарита и Кристина, чтобы наблюдать по телевизору за свадьбой принцессы Ирены Нидерландской, выходившей замуж за герцога Бурбон-Пармского Карлоса Уго.
В Дейпинхейме принцесса скончалась в 1971 году в возрасте 87 лет.